# Liste der Präsidenten der Tschechoslowakei
Diese Liste gibt einen Überblick aller Präsidenten der Tschechoslowakei von Beginn der Tschechoslowakischen Republik 1918 bis zur Auflösung des Staates zum 31. Dezember 1992.

## Liste
| Präsidenten der Tschechoslowakei 1918–1938 | Präsidenten der Tschechoslowakei 1918–1938 | Präsidenten der Tschechoslowakei 1918–1938 | Präsidenten der Tschechoslowakei 1918–1938 | Präsidenten der Tschechoslowakei 1918–1938                                                                             |
| Bild | Name                                       | von                                        | bis                                        | Bemerkung |
| --- | ------------------------------------------ | ------------------------------------------ | ------------------------------------------ | --- |
| | Tomáš Garrigue Masaryk                     | 14. November 1918                          | 14. Dezember 1935                          | Wiederwahl am 27. Mai 1920, 27. Mai 1927 und am 24. Mai 1934; zurückgetreten                                           |
| | Edvard Beneš                               | 18. Dezember 1935                          | 5. Oktober 1938                            | unter dem Druck des Deutschen Reiches zurückgetreten und ab 22. Oktober im Exil                                        |
| |                                            |                                            |                                            | |
| Präsidenten der Tschecho-Slowakei 1938–1939 |                                            |                                            |                                            | |
| | Emil Hácha                                 | 30. November 1938                          | 15. März 1939                              | |
| |                                            |                                            |                                            | |
| Staatspräsident des Reichsprotektorats Böhmen und Mähren, Präsident der Slowakischen Republik und Exilpräsident der Tschechoslowakei 1939–1945 |                                            |                                            |                                            | |
| | Emil Hácha                                 | 16. März 1939                              | 9. Mai 1945                                | Staatspräsident des Reichsprotektorats Böhmen und Mähren                                                               |
| | Jozef Tiso                                 | 26. Oktober 1939                           | 4. April 1945                              | Präsident der Slowakischen Republik                                                                                    |
| | Edvard Beneš                               | 21. Juli 1940                              | 28. Oktober 1945                           | Exilpräsident der Tschechoslowakei in London                                                                           |
| |                                            |                                            |                                            | |
| Präsidenten der Tschechoslowakei 1945–1992 |                                            |                                            |                                            | |
| Bild | Name                                       | von                                        | bis                                        | Bemerkung |
| | Edvard Beneš                               | 28. Oktober 1945                           | 7. Juni 1948                               | am 19. Juni 1946 wiedergewählt; zurückgetreten                                                                         |
| | Klement Gottwald                           | 14. Juni 1948                              | 14. März 1953                              | im Amt verstorben |
| | Antonín Zápotocký                          | 21. März 1953                              | 13. November 1957                          | im Amt verstorben |
| | Antonín Novotný                            | 19. November 1957                          | 22. März 1968                              | am 12. November 1964 wiedergewählt; zurückgetreten                                                                     |
| | Ludvík Svoboda                             | 30. März 1968                              | 29. Mai 1975                               | 22. März 1973 wiedergewählt; vom Parlament abgesetzt                                                                   |
| | Gustáv Husák                               | 29. Mai 1975                               | 10. Dezember 1989                          | wiedergewählt am 22. Mai 1980 und am 23. Mai 1985; zurückgetreten                                                      |
| | Václav Havel                               | 29. Dezember 1989                          | 20. Juli 1992                              | zurückgetreten wegen der Auflösung der Tschechoslowakei, danach am 26. Januar 1993 zum Präsidenten Tschechiens gewählt |